# Géuš urvan
| Vám si stěžovala Duše krávy: „Pro koho jste mne vytvořili? Kdo mne utvořil? Vražedný chtíč a násilí, krutost, pouta a surovost mne utlačují. Nemám jiného pastýře než vás, zjevte se mi tedy s dobrým pastýřstvím! Tvůrce krávy se proto otázal Spravedlnosti: „Zdali máš pro krávu ochránce? Když jste jí, vymocní, spolu s potravou za něj určili chovatelské úsilí, koho jí ustanovíte jako pána, jenž by potřel Zuřivost i se stoupenci Lži? |
| Avesta, začátek jasny 29 neboli Žaloby krávy, překlad Otakar Klíma |

Géuš urvan (avestánsky gǝˊuš uruuan „duše krávy“), středopersky Góšorun je v zarathuštrismu personifikací skotu a jazatou – bohyní. Souvisí s indoíránskou úctou ke skotu, jež se také projevil v posvátnosti krávy v hinduismu.
S touto postavou úzce souvisí avestánský gavaévódátá „jedinečně stvořený/jedinorozený skot“ a středoperský Gáv Í Évdád „jediný vytvořený skot“ či „skot vytvořený jako jeden“. Poté, co byl Gáv Í Évdád zabit Ahrimanem tak podle Bundahišnu z jeho těla Gošorun vyjala duši.

## Žaloba krávy
Géuš urvan se objevuje především jasně 29, často označované jako Žaloba krávy, náležející mezi gáthy – nejstarší části Avesty, nejspíše sepsané samotným Zarathuštrou. Ačkoliv existuje mnoho hypotéz o různých detailech i celkovém smyslu této krátké básně její obsah je v zásadě následující: Duše krávy si naříká že je utlačována stoupenci drudže „lži“ a žádá aby jí bohové přidělili pastýře a následně se Géuš Tašan „tvůrce krávy“ táže Ašy „pravdy“ koho jí za pastýře ustanoví. Ahura Mazda jí poté určí za ochránce Zarathuštru jehož podaruje „lahodností řeči“ a Géuš urvan naříká že se jí dostalo za ochránce slabého muže namísto muže vládnoucího mocí.
Iranista William W. Malandra se domnívá že tato báseň má několik rovin. V první řadě jde motiv reálné krávy trpící rukou nepřátel, což je námět sdílený s indickou tradicí, zároveň však Duše krávy symbolizuje komunitu či „stádo“ Zarathuštrových následovníků a jeho útrapy. Za nejvýznamnější však považuje rovinu v které, jak se domnívá, je Duše krávy metaforou pro Zarathuštrovu básnickou vizi – jeho daénu.
Kromě toho je ve starší Avestě skot, stejně jako člověk, postaven rozhodnutí volit mezi ašou a drudžem – pravdou a lží, je vyzdvihován pastevec jež se o něj stará a je označován za výtvor Ahura Mazdy.

## Géuš Tašan
Géuš Tašan „tvůrce krávy“ z Žaloby krávy je nejasnou a zřídka zmiňovanou postavou, v gáthách je zmiňován třikrát a jednou v Jasně Haptanhaiti, a interpretace je komplikována tím že jako stvořitel skotu je uváděn Ahura Mazda. V jasně 29 je též kromě výrazu tašan užito slova thvóreštar, jež taktéž znamená „tvůrce“ a ten snad lze spojit s jménem indického boha Tvaštara, jež je podle rgvédského hymnu 1.188 „tvůrcem všech zvířat“. indoevropeista Petr Vavroušek se domnívá že je možné že Géuš Tašan byl ahurou jež byl někdy ztotožňován s tvořivou mocí Ahura Mazdy.

## Mladší Avesta
V Síróze, kalendáři obsaženém v mladší Avestě, je Géuš Urvan, společně s Géušem Tašanem a koňskou bohyní Drváspá, božstvem 14. dne v měsíci zvané Góš „kráva“. Existuje také Góš jaštu (jašt 9), který pouze v prvních dvou strofách vzývá Drváspu, zatímco zbylá dvě božstvo vůbec nezmiňuje.  Tyto skutečnosti vedly orientalisty Maxe Müllera a Jamese Darmestetera k ztotožnění Géuš Urvan a Drváspy.
 I další zmínky o Géuš Urvan v mladší Avestě jsou řídké, pouze v jasnách 16 a 24 a gáhu 4, je uváděna jako hodná uctívání, a v jasně 1 je společně s Géuš Tašanem zařazena mezi Ameša Spenty.